# Scooter – Super-Spezialagent
Scooter – Super-Spezialagent ist der Titel einer 26-teiligen Jugendserie, die in Zusammenarbeit Australiens mit Deutschland produziert wurde.

## Handlung
Der 16-jährige schusselige Scooter lebt in einer australischen Stadt und arbeitet als Pizzalieferant. Bei einer seiner Ausfahrten streift er einen Passanten, der daraufhin von einer Brücke fällt und im Wasser spurlos verschwindet. Der Mann hinterlässt jedoch einen Gegenstand, der sich als Laptop herausstellt. Mit diesem Laptop nimmt Scooter Kontakt zu Taipan auf, der Leiterin einer Geheimagentenorganisation. Nur Scooter kann Taipan über den Bildschirm sehen, sie ihn jedoch nicht.
Mit Hilfe seiner Freundinnen Melanie und Katrina muss Scooter nun Gangster und Ganoven stellen und scheint seine Berufung als Superagent gefunden zu haben, bis etwa in der Mitte der Serie Taipan dahinterkommt, dass Scooter gar nicht der echte Geheimagent ist.

## Hintergrund
Mit Charme, Humor und der nötigen Portion Action versprach die Serie zunächst ein Erfolg zu werden, doch mit der Zeit klang in Australien das Interesse ab, so dass die Serie nach 26 Episoden eingestellt wurde.
In Deutschland wurde die Serie im ZDF und später im KI.KA ausgestrahlt; in Österreich lief sie im ORF.

## Filmpreise
- 2 AFI-Award-Nominierungen:
  - Beste Kinderserie
  - Bestes Produktionsdesign